# مهرادران
مهرادران هي قرية في مقاطعة نائين، إيران. يقدر عدد سكانها بـ 129 نسمة بحسب إحصاء 2016.